# Joseph Darnand
 Joseph Darnand (Coligny, 19 de marzo de 1897-Fort de Chatillon, 10 de octubre de 1945) fue un político francés, líder de la extrema derecha de su país, jefe máximo de la Milicia Francesa y colaboracionista en favor de la Alemania nazi durante la II Guerra Mundial.

## Vida política
Joseph Darnand nació en Coligny, departamento de Ain, en una familia conservadora y tradicional. Combatió como soldado raso en la Primera Guerra Mundial y recibió siete citaciones de honor por valentía en la lucha. Tras la guerra trabajó como ebanista y luego fundó su propia compañía de transporte en Niza; después de 1920 empezó a relacionarse con grupos políticos de extrema derecha y apoyo a la Acción Francesa (Action Française).
Darnand se unió a algunos grupos de ultraderecha, afiliándose a la Acción Francesa en 1925 y apoyando organizaciones paramilitares, se unió al Partido Popular Francés (Parti Populaire Francaise-PPF) de Jacques Doriot en 1936, Darnand empezó a destacarse en la década de 1930 entre los miembros de La Cagoule (o cagoulards, en francés "encapuchados"), un grupo ultraderechista dedicado a hostilizar con bombas y violencias a grupos izquierdistas o liberales y a preparar un futuro alzamiento fascista armado en Francia.
Al empezar la II Guerra Mundial, Darnand se enroló en el ejército francés pese a sus 43 años de edad, y sirvió en la Línea Maginot durante la Batalla de Francia, siendo condecorado por valentía. Darnand fue apresado al finalizar la campaña, pero logró escaparse y huyó a Niza, tornándose líder de la "Legión Francesa de Veteranos" (Légion Francaise des combattants), un grupo de exsoldados anticomunistas que apoyaban abiertamente a la Francia de Vichy.

## Colaboración con el nazismo
En 1941, Darnand fundó con apoyo del régimen de Vichy el Servicio de Orden Legionario (Service d'ordre légionnaire-SOL), adhiriéndose activamente a la colaboración con el III Reich, y ofreciendo a los alemanes su ayuda para combatir a la Resistencia Francesa. Antes de aceptar el apoyo del III Reich para formar la Milicia Francesa, Darnand se había unido a las SS germanas, jurado lealtad a Hitler y recibido el grado de Sturmbannführer (Mayor) en las Waffen SS para luchar contra la Unión Soviética en 1942, pero los jefes de la SS comprendieron que sería más útil dirigiendo la represión en Francia y le ordenaron volver a su país para esperar órdenes.
Gracias a su actividad, el 1 de enero de 1943 Darnand pudo transformar el SOL en la Milicia Francesa, contando con plena ayuda alemana para este fin. De hecho, Darnand se había alineado definitivamente a favor del fascismo pero no compartía las ideas hegemónicas de la Alemania nazi, por el contrario, cultivaba el ultranacionalismo francés conjuntamente con un furibundo anticomunismo y abierto odio a los judíos. Pese a ello, Darnand consideraba que el régimen hitleriano era la solución más acorde con sus objetivos mientras que rechazaba a la Resistencia por considerarla una amalgama de comunistas y de subordinados a Gran Bretaña.
Por presión alemana, en diciembre de 1943 el gobierno de Pierre Laval nombró a Darnand como jefe máximo de la policía y ministro del interior, lo cual le permitió salir de los cuadros de la Waffen SS para expandir la actividad e influencia de la Milicia, así como concentrar sus esfuerzos en atacar a la Resistencia y apoyar la captura y deportación de judíos. 
En estas tareas represivas los colaboracionistas franceses alcanzaron notable éxito, aplicando indiscriminadamente la tortura y los asesinatos. Si bien Laval era el jefe nominal de la Milicia y su responsable político, las operaciones de represión estaban coordinadas exclusivamente entre Darnand y los jefes alemanes de la Gestapo y la SS, sin interferencia alguna de otra autoridad francesa de Vichy.
Tras el Desembarco de Normandía, la Francia de Vichy empezó a sufrir su última crisis, ya que la derrota del ejército alemán implicaba la extinción del régimen instalado en Vichy. El mariscal Philippe Pétain intentó distanciarse de las brutalidades cometidas por la Milicia contra los judíos, la Resistencia y la población civil en general, pero Darnand replicó  a Pétain en una carta en la que rechazaba estas condenas de última hora, recordándole además los servicios prestados por la Milicia a Vichy, así como el apoyo tácito del propio Pétain a sus actividades.

## Fin de la Francia de Vichy
Tras la liberación de París, Darnand debió huir a Alemania con 6000 hombres de la Milicia en septiembre de 1944 para unirse al gobierno provisional formado por Pétain y Laval en la localidad alemana de Sigmaringa, situada a orillas del Danubio.
Ante el imparable avance de los aliados, Darnand huyó de Sigmaringa hacia Merano, en el norte de Italia, junto con una pequeña unidad combatiente de franceses fascistas en abril de 1945, pero tras la capitulación alemana en Italia fue capturado por los estadounidenses y entregado en julio de ese año al nuevo gobierno francés dirigido por Charles de Gaulle. 
Darnand fue juzgado por los crímenes de la Milicia, pero en el proceso Darnand se abstuvo de negar dichos crímenes, invocando que por su diversidad de cargos directivos no podía controlar la actividad diaria de la Milicia. Acusado de colaboración con el enemigo, y traición, Darnand fue condenado a muerte y ejecutado por fusilamiento en Fort de Châtillon el 10 de octubre de 1945, 48 horas antes del fusilamiento de su antiguo jefe, Pierre Laval.